# Венустиано-Карранса (Нижняя Калифорния)
Венустиано-Карранса (исп. Venustiano Carranza, также Колония-Карранса, исп. Colonia Carranza) — город в муниципалитете Мехикали мексиканского штата Нижняя Калифорния. На 2010 год в Венустиано-Каррансе жило 6098 людей.

## Население
По данным переписи населения 2010 года, в Венустиано-Каррансе проживало 6098 человек.
Из них 50,4 % (3075 человек) — мужчины, 49,6 % (3023 человек) — женщины. 6,4 % населения (278 человек) неграмотны.
74 % населения (4476 человек) — католики, 14 % (849 человек) определилось как протестанты, а остальные 12 % (725 человек) не религиозны.